# Buslijn 149 (Amstelveen-Uithoorn)
Buslijn 149 is een buslijn van Connexxion van Amstelveen naar Uithoorn. 

## Geschiedenis

### Lijnen 6 en 10
Het traject tussen Uithoorn en Amsterdam werd oorspronkelijk gereden door lijn 6 van Maarse & Kroon die reed van Breukelen via Loenen, Vinkeveen, Wilnis en Mijdrecht naar Uithoorn. Vanuit Uithoorn reed een deel van de ritten als lijn 10 langs de Amstel via Nes aan de Amstel en Ouderkerk aan de Amstel naar de Berlagebrug in Amsterdam en het Amstelstation. Het andere deel van de ritten reed naar Amstelveen en het Haarlemmermeerstation.

### Lijn 29
In juni 1973 fuseerde M&K met de NBM tot Centraal Nederland  en werd lijn 10 tot 29 vernummerd. Op 1 november 1974 werd de lijn opengesteld voor stadsvervoer in Amsterdam en verlegd via het Europaplein en Rooseveltlaan in plaats van via de gehele Amsteldijk. De lijn versterkte hiermee Schiphollijn 10 (thans Sternet 199) tussen Amsterdam Amstelstation en Buitenveldert. Vanaf 17 oktober 1976 reed lijn 29 in het weekeinde om het uur en vervielen de avondritten.

### Lijn 129
In 1980 begon men met het systematisch omhoognummeren van lijnnummers om doublures te voorkomen; lijn 29 werd 129 en reed zowel met Aalsmeerse als Amsterdamse bussen.

### Lijn 149
In mei 1981 kwamen de overige ex-MK-lijnen aan de beurt en werd lijn 129 doorvernummerd tot 149.
Wegens gebrek aan passagiers werd lijn 149 op 2 juni 1985 in tweeën geknipt ter hoogte van Ouderkerk aan de Amstel; het noordelijk deel ging als lijn 148 naar station Zuid rijden. Het zuidelijk deel behield het nummer 149; in de spits  van Ouderkerk naar Amstelveen plus (een) extra rit(ten) op koopavond naar Nes aan de Amstel, daarbuiten reed de lijn in eerste instantie alleen van Amstelveen naar Uithoorn. Op 1 juni 1986 werden ook deze ritten doorgetrokken naar Ouderkerk en ontstond er een combinatiedienst met lijn 148; beide lijnen werden grotendeels met minibussen uitgevoerd. Op 31 mei 1987 werd lijn 149 vanaf Amstelveen Ziekenhuis (het nieuwe eindpunt van lijn 148) via de route van de opgeheven lijn 142 doorgetrokken via Bankras/Kostverloren en Buitenveldert naar het Gelderlandplein. Het traject Amstelveen-Uithoorn kwam 's avonds en in het weekeinde te vervallen.
In 1990 na de opening van de Amstelveenlijn werd de lijn overgedragen aan het GVB maar bleef de exploitatie bij CN. Lijn 149 werd in 1991 doorgetrokken naar VU ziekenhuis en reed alleen nog (doordeweeks) overdag. 
In 1994 werd CN opgedeeld (feitelijk teruggesplitst) in NZH en Midnet; lijn 149 werd voortaan geëxploiteerd door de NZH maar bleef een GVB lijn. 
In de winterdienst 1998/1999 werd de lijn doorgetrokken naar station Zuid en keerden de ritten in het weekeinde terug als belbus.
In 1999 fuseerden NZH en Midnet met de omringende streekvervoerders tot Connexxion; lijn 149 werd op 28 mei 2000 ingekort tot Amstelveen-Uithoorn en reed nu met bussen van het GVB. Tussen Amstelveen en station Zuid ging lijn 65/165 rijden; eveneens een gezamenlijke exploitatie van GVB en Connexxion. 
Eind 2004 werd de lijn overgedragen aan Connexxion die de lijn zelf ging rijden als voorbode op het alleenrecht op busvervoer in Amstelveen dat het in 2006 zou krijgen. Ondertussen waren de belbusritten via afsplitsing tot lijn 249 opgeheven.
Eind 2007 werd de route in Amstelveen verlegd via de Nesserlaan en door Waardhuizen. Hierbij werd tussen Galjoen en de Nesserlaan over een fietspad gereden. Hierdoor konden op lijn 149 uitsluitend kleine busjes worden ingezet. In Uithoorn werd doorgereden via een nieuwe busbaan naar het Winterkoninkje. 

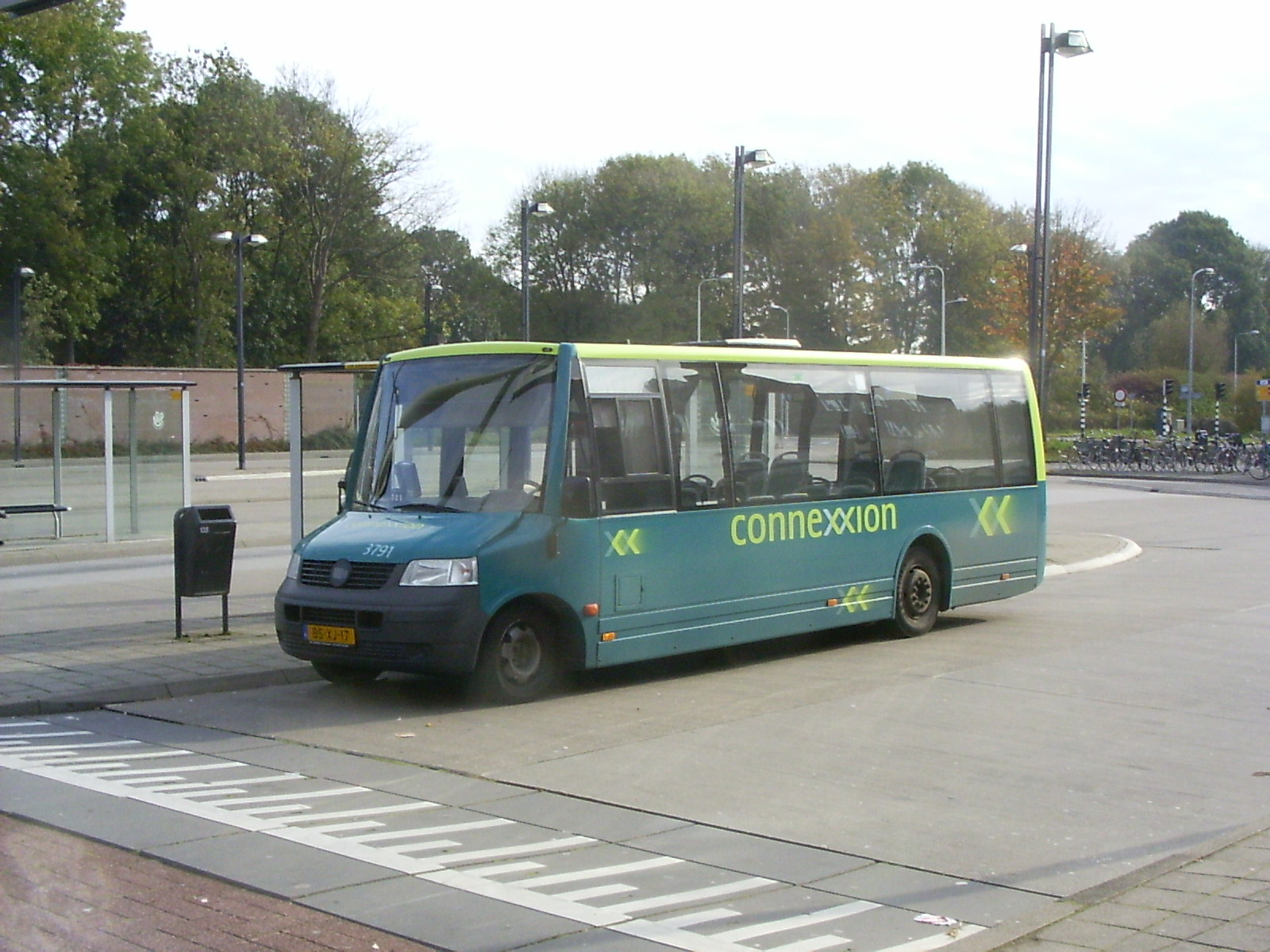
Frysker op lijn 149 in Uithoorn

Eind 2011 werd lijn 149 vanaf het busstation Amstelveen verlengd naar het oude dorp bij het KLM hoofdkantoor ter vervanging van de opgeheven lijnen 165/166.
Op 11 december 2017 werd lijn 149 opgeheven en in Amstelveen vervangen door lijn 174 en voor het traject langs de Amstel naar Uithoorn door de AML flex, een elektrische afroepauto.
Op 3 januari 2021 keerde de lijn langs de Amstel terug als vaste lijndienst maar uitgevoerd door een elektrische auto. Dit alleen maandag tot en met vrijdag overdag. Buiten deze uren bleef de AML flex rijden, al werd deze per januari 2024 veranderd naar OV op Maat.